# NGC 1917
NGC 1917 je kuglasti skup u zviježđu Zlatnoj ribi. 

## Vanjske poveznice
- SEDS: NGC 1917